# نقل‌علی
نقل‌علی فیلمی به کارگردانی پرویز خطیبی و نویسندگی گل سرخی ساختهٔ سال ۱۳۳۳ است.

## خلاصه داستان
«نقلعلی» بخاطر اختلافی که با نامزدش پیدا کرده داوطلب خدمت وظیفه می‌شود و وقتی دختر به سراغش می‌رود تا او را از تصمیمش منصرف کند دیگر کار از کار گذشته...

## بازیگران
- اصغر تفکری
- آریان
- عباس مصدق
- عباس تفکری